# Daniel Chalonge
Daniel Chalonge (Grenoble, 21 de enero de 1895-28 de noviembre de 1977) fue un astrónomo y astrofísico francés. Nació en Grenoble y estudió en París, siendo alumno de Charles Fabry. Trabajó como astrónomo en el Observatorio de París, el Observatorio d'Haute Provence y en la Estación Científica Swiss Jungfraujoch. Fue uno de los fundadores del Instituto de Astrofísica de París. Sus estudios incluyen el espectro estelar del hidrógeno, la clasificación y fotometría estelares, y la medida de la capa de ozono. Desarrolló un microfotómetro que recibió su nombre. Entre 1936 y 1982 fue el autor (o coautor) de más de 90 artículos científicos.
Chalonge murió en París.

## Reconocimientos y honores
- Medalla Janssen de la Academia Francesa de Ciencias (1949)
- El cráter lunar Chalonge tiene este nombre en su memoria.
- El monte Chalonge en los Alpes también le debe su nombre.
- La Escuela Internacional de Astrofísica Daniel Chalonge también recuerda al astrónomo francés.
- El Daniel Chalonge Museum en Erice, Italia, honra su memoria así mismo.